# Baileyranten
Baileyranten är en bergstopp i Antarktis. Den ligger i Östantarktis. Norge gör anspråk på området. Toppen på Baileyranten är 809 meter över havet.
Terrängen runt Baileyranten är lite kuperad. Trakten är obefolkad. Det finns inga samhällen i närheten.